# Agrilus subrobustus
Agrilus subrobustus är en skalbaggsart som beskrevs av Saunders 1873. Agrilus subrobustus ingår i släktet Agrilus och familjen praktbaggar. Inga underarter finns listade i Catalogue of Life.